# Mesophyllum aleuticum
Mesophyllum aleuticum Lebednik, 2004  é o nome botânico  de uma espécie de algas vermelhas  pluricelulares do gênero Mesophyllum, subfamília Melobesioideae.
- São algas marinhas encontradas no Alasca (Ilhas Aleutas).

## Sinonímia
- Não apresenta sinônimos.